# Estação Universidade Konkuk
A Estação da Universidade de Konkuk é uma estação de metro de Seul.
Está localizado em Hwayang-dong, no distrito administrativo de Gwangjin-gu, em Seul. 
É adjacente à Universidade de Konkuk, da qual foi atribuído o nome. 
A linha 2 é atendida por uma plataforma elevada, enquanto a Linha 7 é atendida por uma plataforma subterrânea. 
A estação tem conexões para dez linhas de autocarros através de suas seis saídas, bem como uma ligação com o autocarro do aeroporto.  
A área em torno da estação é mista de negócios comerciais e de edifícios residenciais.

## Informação da estação

### Linha 2
| Guui ↑    |
| ↓ Seongsu |

| Laço interno | ← ● Linha 2 em direção a Chungjeongno     |
| Laço externo | ● Linha 2 em direção a Câmara Municipal → |

### Linha 7
| Grand Park ↑      |
| ↓ Ttukseom Resort |

| Em direção ao sul | ← ● Linha 7 em direção a Bupyeong-gu Office |
| Norte             | ● Linha 7 em direção a Jangam →             |

## Histórico
Foi construído em 31 de Outubro de 1980 no cruzamento da Universidade Konkuk e originalmente chamado de Estação Hwayang.  
A secção inicial da Linha 2 correu de Sinseoul-Dong para a Estação do Complexo Desportivo em Jamsil-dong.  
Em 7 de Março de 1985, o nome da estação foi alterado de Hwayang para a estação da Universidade de Konkuk.  
A linha 7 foi adicionada à Linha 2 nesta estação em 11 de Outubro de 1996. 
A Star City, um complexo residencial e comercial, terminou em Outubro de 2008 com a abertura da Lotte Department Store. 
Como parte do desenvolvimento, uma saída subterrânea foi construída entre a plataforma da Linha 7 e o complexo. 
Foi inaugurado no dia 25 de Julho de 2009.

## Instalações
A estação possui um elevador e uma plataforma subterrânea. 
Foi construído a partir de concreto, aço e alumínio. 
Existem quatro saídas da plataforma elevada e a plataforma subterrânea tem um único par de saídas.
Não há saídas no lado de Onsu da plataforma da Linha 7, exigindo que os passageiros andem até a uma escada rolante para a plataforma elevada ou usem um túnel para atravessar o lado de Jangam. 
A própria estação possui várias pequenas lojas que vendem cosméticos, roupas e telefones. 
Também existem uma farmácia, uma loja de variedades e uma loja de conveniência.
Ligado às saídas 3 e 4 no canto nordeste do cruzamento da Universidade de Konkuk,encontra-se a Universidade de Konkuk e o Centro Médico da Universidade Konkuk. 
Actualmente em construção é um complexo de entretenimento e compras Young Zone. 
Em frente à universidade, no lado sudeste do cruzamento, está o complexo comercial e residencial Star City.  
Este complexo contém um shopping, cinema, garagem, um pequeno palco ao ar livre e vários elevadores residenciais e ao lado de Star City é o Naru Arts Center.  
No primeiro semestre de 2009, o número de passageiros da Linha 2 aumentou. 
O shopping Star City foi apontado como um dos principais contribuintes para esse aumento. 
As saídas anexadas à plataforma elevada servem Noyu-dong e Hwayang-dong diretamente, pois a estrada que corre por debaixo da estação serve como uma fronteira entre as duas áreas. 
Essas áreas são ambas residenciais e comerciais com as áreas imediatamente ao redor das saídas do metro.
A saída #1 possui o único elevador que pode ser usado para aceder à estação e está ligado a um edifício de uso misto conhecido na Coreia do Sul como um officetel.

## Serviço
As linhas 2 e 7 do Metropolitan Subway de Seul operam na estação. 
A linha 2 é operada pelo Metro de Seul e é uma rota circular com duas linhas. 
A Linha 7 corre de Onsu para Jangam com uma programação semelhante à Linha 2 e é operada pela SMRT. 
Os passageiros podem transferir directamente para cada linha do sistema de metro da Linha 2 ou da Linha 7, com a excepção das Linhas Express Incheon e Airport. 
Nas várias saídas da estação, existem dez linhas de autocarros. 

## Média diária de passageiros
| Linha   | Contagem de passageiros | Contagem de passageiros | Contagem de passageiros | Contagem de passageiros | Contagem de passageiros | Contagem de passageiros | Contagem de passageiros | Contagem de passageiros | Contagem de passageiros |
| Linha   | 2000                    | 2001                    | 2002                    | 2003                    | 2004                    | 2005                    | 2006                    | 2007                    | 2008                    |
| ------- | ----------------------- | ----------------------- | ----------------------- | ----------------------- | ----------------------- | ----------------------- | ----------------------- | ----------------------- | ----------------------- |
| Linha 2 | 39055                   | 38008                   | 40409                   | 39258                   | 39499                   | 40017                   | 39577                   | 41568                   | 44435                   |
| Linha 7 | 6393                    | 7985                    | 7582                    | 8510                    | 8345                    | 9038                    | 10236                   | 10554                   | 10301                   |